# Живојин Ђурић
Живојин Ђурић (Неготин, 8. фебруар 1954 — Београд, 3. децембар 2022.) био је српски политиколог и дугогодишњи директор Института за политичке студије у Београду. Аутор бројних научних монографија и чланака, организатор научних конференција из области политичких наука.

## Биографија

### Младост
У Неготину је завршио основну и средњу школу. 
Потом је уписао и дипломирао на Филозофском факултету у Београду, на смеру за историју. Докторирао је на тему из политичке историје на истом факултету.
Ђурић је био познат као један од водећих српских политиколога. Више од три деценије је био директор Института за политичке студије у Београду. У послу је достигао велике успехе, покренуо је бројне истраживачке пројекте који су резултирали великим бројем радова у области политичких наука, афирмацијом научног подмлатка и развојем међународне сарадње са бројним иностраним институцијама.
Године 2021. био је осумњичен за наводно сексуално злостављање од његове личне секретарице приправнице М. Милијић, али кривични поступак никад није био покренут.
Преминуо је 3. децембра 2022. године у Београду. Сахрањен је на гробљу у Штубику 6. децембра, на којој је говор у име колега одржао др Момчило Суботић.
У Дому омладине у Београду је 14. децембра одржана комеморација у част Живојина Ђурића на којој су говорили: др Урош Шуваковић, др Милан Јовановић, др Ђорђе Стојановић и др Зоран Милошевић.

## Дела

### Монографије
- Ђурић, Ж. (2012). Друштво и религија. Књ. 1. Ж. Ђурић.
- Ђурић, Ж. (2012). Друштво и религија. Књ. 2. Ж. Ђурић.
- Đurić, Ž., Subotić, D. (2010). Политичке институције, синдикати и реформа јавне управе Србије (Vol. 4). ИПС [Институт за политичке студије].
- Đurić, Ž., Subotić, D. (2010). Основи јавне политике и управе = Public Policy, State Administration, Good Government (Vol. 1). Институт за политичке студије - ИПС.
- Đurić, Ž., Subotić, D. (2010). Менаџмент политичким сукобима: (теоријске претпоставке управљања сукобима у модерном друштву). Књ. 1. ИПС.
- Subotić, D., Đurić, Ž. (2009). Медији и корпоративне етичке комуникације (Vol. 6). Институт за политичке студије.
- Subotić, D., Đurić, Ž. (2009). Политика и интернет етика (Vol. 4). Институт за политичке студије.
- Đurić, Ž., Subotić, D. (2009). Медији, јавно мњење и политика (Vol. 5). Институт за политичке студије.
- Ђурић, Ж., Суботић, Д. (2009). Реосмишљавање јавне власти, управе и администрације у Србији: примењене политиколошке интеракције (Vol. 2). Институт за политичке студије - ИПС.
- Ђурић, Ж., Суботић, Д. (2009). Metodološki zapisi: pregled teorija, istraživačkih tehnika i pristupa u savremenoj metodološkoj misli i praksi. Knj. 2, Metode, tehnike, postupci i instrumenti istraživanja. Institut za političke studije.
- Суботић, Д., Ђурић, Ж. (2009). Metodološki zapisi: pregled teorija, istraživačkih tehnika i pristupa u savremenoj metodološkoj misli i praksi. Knj. 1, Nauka, metod, istraživanje, naučno saznanje. Institut za političke studije.
- Ђурић, Ж., Суботић, Д. (2009). Metodološki zapisi: pregled teorija, istraživačkih tehnika i pristupa u savremenoj metodološkoj misli i praksi. Knj. 2, Metode, tehnike, postupci i instrumenti istraživanja. Institut za političke studije.
- Subotić, D., Đurić, Ž. (2008). Политика и мултимедијска етика (Vol. 3). Институт за политичке студије.

### Научни чланци
- Ђурић, Ж. (2017). Политички и национални аспекти државног питања Србије у дијалогу о Косову и Метохији. Национални Интерес, 30(3), стр. 13-25. http://www.nacionalniinteres.rs/arhiva/ni-30-3-2017/NI%203-2017-11-2-2018.pdf Архивирано на веб-сајту  (31. август 2018)
- Ђурић, Ж., Траиловић, Д. (2015). Први светски рат и геополитичке аспирације Аустроугарске на почетку 20. века - општи политиколошко-историјски аспекти. In M. Stepić & L. P. Ristić (Eds.), Србија и геополитичке прилике у Европи 1914. године: [зборник са научног скупа] (p. Стр. 39-53). Градска библиотека; Институт за политичке студије.
- Стојановић, Ђ., Ђурић, Ж., Деспотовић, Љ., & Despotović, L. (2011). Концептуални оквир за анализу државног капацитета. Српска Политичка Мисао, 18(2), стр. 11-40.
- Ђурић, Ж. (2007). Православна религија у Србији и савремена неолиберална економска политика. Политикологија Религије, 1, стр. 85-96.
- Ђурић, Ж. (2007). Основне детерминанте и структура политичког система Јапана = The Basics Characteristics and the Structure of the Political System of Japan. Српска Политичка Мисао, 1/2, стр. 243-254.
- Ђурић, Ж. (2007). Хоризонтална организација власти уставног система Србије по Уставу од 2006. године. In Политичка ревија (Vol. 14, Issues 2–4, p. стр. 927-934).